# Милан Влајинац
Милан Влајинац (23. новембар 1877, Врање — 4. април 1964, Београд) био је српски етнограф и агроном, лексиколог, декан Шумарско-пољопривредног факултета у Београду.

## Биографија
Рођен је у Врању, 1877. године. Школовао се у Београду, а после студија на Техничкој великој школи, одлучује се за студије пољопривреде. Влајинац је докторирао крајем 1902. године на Универзитету у Халеу. Путовао је по Европи и Србији истражујући пољопривредне теме, сакупљајући искуства различитих поднебља. Био је управник Топчидерске економије, учествовао је у балканским ратовима, био је на разним положајима у министарству пољопривреде и вода, све до 1920. када постаје ванредни професор на новооснованом Пољопривредном-шумарском факултету у Београду, а убрзо и декан и продекан. Влајинац се бавио многим научним дисциплинама: аграрном економиком, правном историјом, етнографијом и историјском етнографијом, фолкористиком, лексикографијом.
Као свестрани истраживач, Влајинац је прикупљао грађу о селу и сеоским обичајима, нарочито оним везаним за пољске и пољопривредне радове, бавио се сакупљањем и народних пословица.

## Најважнија дела
- Речник наших старих мера у току векова. Научно дело, Београд, 1961-74. I (1961), II (1964), III(1968), IV(1974)
- Моба и позајмица : народни обичаји удруженога рада : опис, оцена и њихово садашње стање. Српска краљевска академија, Београд Српска краљевска академија, 1929.
- Згон или кулучење ван места становања од средњега века до нашх дана. Прилог историји народног живота и рада. Српска краљевска академија, Београд, 1932.
- Историја производње памука, Београд : Штампарија "Св. Сава.", 1927.
- Пољска привреда у нашим пословицама, Београд 1925